# Gallhammer
Gallhammer es un grupo japonés de black/doom cuyo sonido fusiona el black metal, el doom metal y el crust punk. Formado en Tokio en el 2003. Todos sus miembros son mujeres, lo que no es muy frecuente en este género. La banda está compuesta por Vivian Slaughter (bajo y voz) y Risa Reaper (batería y voz).

## Biografía
Gallhammer fue formado en Tokio, Japón en el 2003, basada en el deseo de Vivian Slaughter de crear una banda del estilo de la agrupación suiza de black metal, Hellhammer. Risa Reaper (batería/voz) y Mika Penetrator (guitarra/voz) se unieron ese mismo año permaneciendo esta formación en la actualidad. Cuando la banda empezó, ninguna de las integrantes había aprendido a tocar sus respectivos instrumentos, porque en sus anteriores bandas habían sido cantantes.
Vivian Slaughter había estado en Vivian Christ, un grupo de Digital-Hardcore en el que tocaba el saxofón, programaba las baterías, y cantaba. También cantó en Fast Core y Grind y otras bandas de rock psicodélico. Risa cantaba en un grupo de avant-garde metal, y Mika había sido la vocalista en un grupo de rock.
La primera grabación de Gallhammer, fue una demo gratuita limitada a 30 copias, y distribuida en su primer concierto en Koiwa Death Fest Vol.2, en marzo de 2003, en Japón.
En estos primeros conciertos Gallhammer, incluyeron en su repertorio temas de Hellhammer y Amebix, las principales influencias del trío. 
En junio del mismo año, la demo Gallhammer fue publicada. En abril del 2004, lanzaron otras dos demos, Endless Nauseous Days y The Worship, compuesto completamente de versiones: «Lost Wisdom» (Burzum), «Axeman» (Amebix) y «Revelations of Doom» (Hellhammer).
Ya desde su tercera demo habían estado trabajando en su primer álbum de larga duración. El disco de ocho canciones, titulado Gloomy Lights, se publicó en noviembre del 2004 a través de Hello From The Gutter Records.
En enero del 2006, Gallhammer firmó con la discográfica Peaceville Records, recomendadas por la banda noruega Darkthrone. Un recopilatorio, titulado The Dawn of..., fue publicado, incluyendo un CD con demos e imágenes de ensayo, y un DVD con un concierto de la banda en Okayama y cinco conciertos en Tokio.
Gallhammer publicó su segundo álbum de larga duración, Ill Innocence a través de Peaceville Records en septiembre del 2007, seguido por una gira europea. En marzo del 2008, hicieron una segunda gira europea. Como resultado, se publicó el DVD Ruin Of A Church, grabado en el Colchester Arts Centre, un recinto situado en una iglesia en ruinas. También tocaron en el «Inferno Metal Festival» en junio.
En septiembre de 2010, la guitarrista Mika Penetrator, anunció su salida de la banda para concentrarse en sus otros proyectos musicales. Gallhammer continuará como dúo y actualmente están grabando su tercer álbum de estudio.

## Influencias
En una entrevista con Contraband Candy, Vivian Slaughter citó a Hellhammer, Celtic Frost, Amebix y Burzum como las principales influencias de Gallhammer. Slaughter también es una fan incondicional de Judas Priest, y Corrupted. Aunque el grupo tiene influencias del crust y el anarcopunk, no se identifican con una perspectiva política en particular. Ellas dicen su música está inspirada después de ver a Napalm Death y a Painkiller en conciertos. Otras influencias son Joy Division, Antisect, Carcass, Cathedral, Morbid Angel, y Scorn. Risa Reaper es una fanática de la vieja escuela del techno, como Kraftwerk, Laibach y los grupos del Krautrock. El grupo también está inspirado por los grupos del género Japanoise como Merzbow, Hijokaidan, Government Alpha o Hanatarash.

Nuestra música es frecuentemente categorizada como black metal, pero no creo que seamos solamente eso. Por supuesto que me gusta el black metal, pero también disfruto del crust punk. Gallhammer está particularmente influenciado por el black metal y el crust punk, así que nuestro estilo de música es muy multidireccional y esto dificulta el dividir nuestra música en géneros. Yo estoy influenciada por el thrash metal, new wave, crust punk, y el black metal de la vieja escuela. Nosotras realmente no somos una banda muy técnica, sólo queremos hacer canciones tenebrosas y simples.
 Vivian Slaughter.

## Discografía
| - 2004: "Gloomy Lights" - 2007: "Ill Innocence" - 2011: "The End" - 2003:The First Reh Tape - 2003:Gallhammer - 2004:Endless Nauseous Days - 2004:The Worship - 2007:The Dawn of... - 2007:Beyond The Hatred - 2008:Ruin of a Church - 2007: «World to be Ashes» |

## Galería
|                                         |
| Vivian Slaughter en el 2007 en Londres. |

|                         |
| Mika Penetrator (2008). |